# خانه فروتنی
خانه فروتنی مربوط به اواخر دوره قاجار است و در بیرجند، خیابان منتظری ۱۳، کوچه شهید کرمانی، پ ۳۳ واقع شده و این اثر در تاریخ ۲۵ اسفند ۱۳۸۰ با شمارهٔ ثبت ۵۰۵۱ به‌عنوان یکی از آثار ملی ایران به ثبت رسیده است.